# Finnische Unabhängigkeitserklärung
Die Finnische Unabhängigkeitserklärung (finnisch: Suomen itsenäisyysjulistus; schwedisch: Finlands självständighetsförklaring; russisch: Провозглашение независимости Финляндии) wurde vom finnischen Parlament am 6. Dezember 1917 beschlossen. Damit endete Finnlands Status als autonomes Großfürstentum innerhalb des Russischen Kaiserreichs. Nach einem verlustreichen Bürgerkrieg und dem missglückten Versuch, eine Monarchie zu errichten, wurde Finnland 1919 zu einer unabhängigen Republik.

## Geschichte
Nach der Februarrevolution und der Abdankung des russischen Kaisers Nikolaus II. sah sich das finnische Parlament nicht mehr an die Personalunion mit Russland gebunden. Es versuchte, mehr Autonomie zu erhalten, welche ihm die provisorische Russische Regierung jedoch verwehrte. Am 2. November 1917 (15. November nach dem in Finnland geltenden gregorianischen Kalender) erklärten die in der Oktoberrevolution siegreichen Bolschewisten ein generelles Recht aller Völker des Zarenreichs zur Selbstbestimmung. Infolgedessen verkündete das finnische Parlament, es werde die volle Souveränität übernehmen.
Daraufhin entwarf der finnische Senat einen Vorschlag für die Unabhängigkeitserklärung, der von Pehr Evind Svinhufvud am 4. Dezember 1917 dem Parlament vorgelegt wurde. Am 6. Dezember wurde mit der Annahme des Vorschlags vom Parlament die Unabhängigkeit erklärt. Sowjetrussland erklärte die Anerkennung innerhalb von fünf Wochen: der Rat der Volkskommissare beschloss die Anerkennung am 31. Dezember 1917 (nach dem in Russland geltenden julianischen Kalender 18. Dezember), am 4. Januar 1918 bestätigte das Allrussische Zentrale Exekutivkomitee den Beschluss des Rats der Volkskommissare; die Anerkennung wurde durch den Vorsitzenden des Allrussischem Zentralem Exekutivkomitees Swerdlow dem späteren finnischen Außenminister Gustaf Idman als Vertreter Finnlands offiziell am 5. Januar 1918 mitgeteilt.
2017, im Jahr des 100-jährigen Jubiläums der Finnischen Unabhängigkeitserklärung, fand das Projekt Finnland 100 statt.